# 岡林直之
岡林 直之（おかばやし なおゆき）は、江戸時代前期から中期にかけての武士。播磨国赤穂藩浅野氏の家臣。杢之助（もくのすけ）と称す。

## 略歴
1000石取りの旗本松平忠治の四男として誕生。この旗本家は十八松平の一人松平忠頼（遠江国浜松藩主・5万石）の次男忠直が分家して成立した旗本家から、さらにその次男の忠治が分家して興した旗本家である。
忠治の跡取りには三男の忠郷があったので（長男・次男は夭折）、弟である直之は父方の大伯父にあたる赤穂藩浅野家の家老岡林直宗（浅野家内分知行1000石）の養子に入った。岡林家は赤穂浅野家家臣団の中では大石家に次ぐ名門であり、直宗の娘は赤穂浅野家の分家旗本浅野長賢（3500石）の養女に迎えられて旗本戸田政依の室に入るほど特別な扱いを受けていた。貞享3年（1686年）閏3月3日に養父・直宗が死去し、幼くして岡林家を継ぐこととなった直之は、早いスピードで出世し、主君・浅野長矩の刃傷の際には家老に次ぐ上席である組頭（番頭・侍大将）の地位に昇っていた。
浅野家改易に伴う赤穂城での論争に際しては、末席家老の大野知房（650石）と共に開城派として行動し、大石良雄ら篭城・殉死切腹派と対立した。最終的に藩論はお家再興・敵討ちを前提にした開城でまとまるが、『赤城盟伝』の中で神崎則休は岡林の人格について、同じく開城派の組頭である玉虫七郎右衛門（400石）と共に「臆病也」と評している。しかし、論争に敗れた大野知房が4月12日に赤穂城から逃亡したのに対して、岡林の方はその後も赤穂にとどまり、収城使や収城目付荒木政羽の御迎などの任務にあたり、赤穂藩士としての義務を果たしている。
その後も大石一派には接触せず、4月19日の開城後すぐに赤穂を離れ、実家である江戸の兄・忠郷の屋敷に拠った。しかし元禄15年（1702年）12月14日に大石良雄らの吉良邸討ち入りが決行されると、忠郷は弟の直之に対し「1000石取りの重臣でありながら、義挙に加わらなかったのは何事か、桜井松平家の恥さらしである」と、直之を罵った上、同年12月28日に弟松平忠輝（旗本300石）の介錯で直之を強制的に殉死切腹させた。享年24。忠郷らはこれを江戸町奉行所に届け出たが、「直之の乱心」としてこの事件は処理されたとされる。
大石良雄が細川邸から寺井玄渓に送った書状には、「岡林杢之助旧冬二十八日に自滅之由。兄弟衆の異見と相聞え候」とあり、良雄も岡林の末路を預かり先の細川邸で耳にしていたことがわかる。
なお、岡林の組に属していた藩士のうちからは早水満尭、間光延、千馬光忠が吉良邸討ち入りに加わっていた。